# Cirenaica

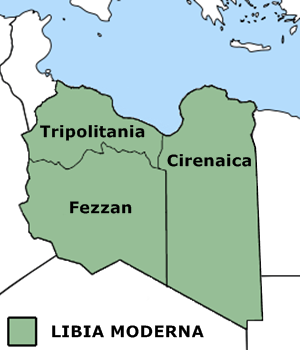
Le tre regioni dell'attuale Libia (in verde): Cirenaica, Fezzan, Tripolitania

La Cirenaica (in arabo برقة‎? Barqa, berbero: Berqa) è una regione storico-geografica della Libia orientale.

## Geografia
In senso stretto corrisponde alla penisola che sporge nel mar Mediterraneo tra il golfo della Sirte e il golfo di Bomba (detta anche Cirenaica storica), mentre la zona a oriente del golfo di Bomba è storicamente conosciuta come Marmarica.
Comprende i seguenti distretti:
- al-Butnan,
- Derna,
- al-Jabal al-Akhdar,
- al-Marj,
- Bengasi,
- Cufra
- al-Wahat;

dal 2001 al 2007 comprendeva altresì i distretti di: 
- Agedabia,
- al-Hizam al-Akhdar,
- Gubba.

La Cirenaica è una delle tre regioni ("muḥāfaẓa" o "wilāya") della Libia, assieme alla Tripolitania e al Fezzan. In questa accezione si tratta un'area di circa 820.000 km² che occupa la fascia orientale del territorio libico, comprendente la Cirenaica storica, la Marmarica e una porzione del deserto libico, delimitata a nord dal mar Mediterraneo, a est dall'Egitto, a sud est dal Sudan, a sud dal Ciad, a ovest dalle regioni del Fezzan e della Tripolitania. Dopo il 1963 la regione ha perso ogni valore amministrativo, ed è stata sostituita da entità di minori dimensioni ("Shaʿbiyyāt").
Dal punto di vista storico-culturale la regione presenta comunque alcune differenze rispetto al resto del paese, essendo maggiormente legata all'Egitto e al mondo vicino-orientale.

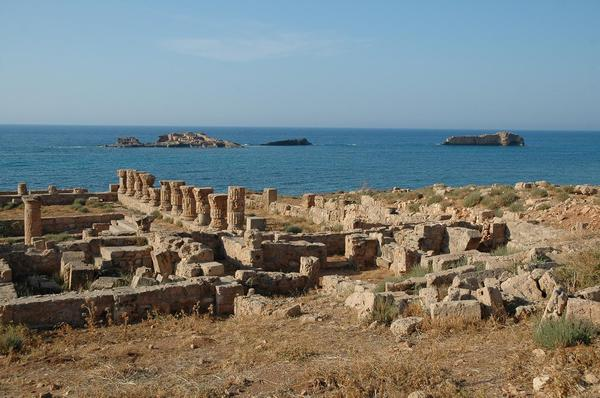
Costa mediterranea presso Apollonia

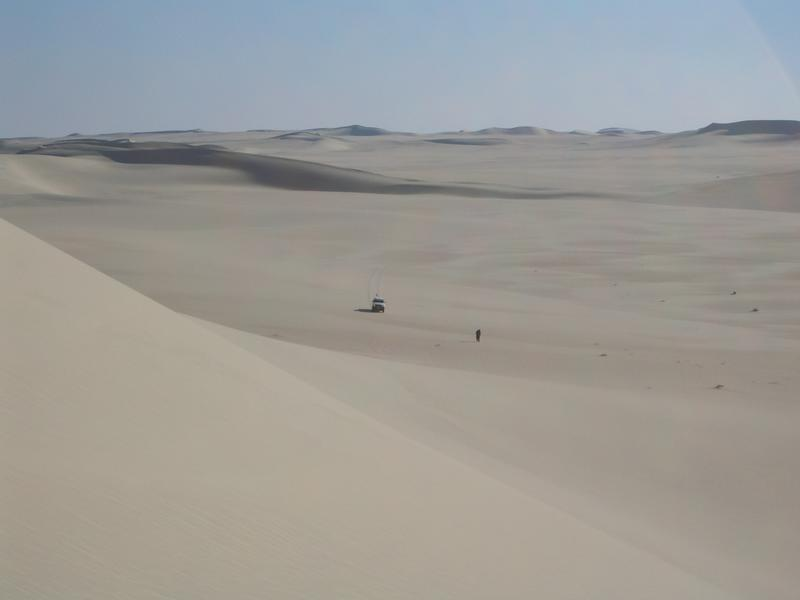
Deserto libico presso Gialo

Nella Cirenaica si possono distinguere alcune subregioni:
- nella parte nord, la zona costiera ha un andamento piuttosto variegato.
  - La parte più a ovest, dall'antico sito di Arephilenorum (tradizionale confine occidentale) e da Marsa El Brega a Bengasi e alla pianura di Al Marj, è in prevalenza brulla e sabbiosa.
  - Più a est, le propaggini dell'altopiano di Gebel el-Achdar si spingono fino al mare e la costa diventa a picco sul mare con profonde insenature.
  - Dopo Derna la costa ritorna ad essere bassa ed uniforme e così resta per tutto il golfo di Bomba fino a Tobruch. Qui la costa torna rocciosa ed a picco sul mare fino al confine con l'Egitto.
- a sud di questa regione si trova una vasta zona depressionaria con zone anche al di sotto del livello del mare. Qui si trova il punto più basso del territorio libico, il Sabkhat Ghuzayyil (-47 metri).
- nella zona ancora più a sud si sviluppa il deserto libico che nella parte orientale prende il nome di Calanascio, mentre il bordo occidentale è detto Rebiana. L'altezza di questa zona è intorno ai 250 m e sale verso sud.
- la zona montuosa sudoccidentale, al confine con il Ciad, caratterizzata dalla prossimità al Tibesti, e quella sudorientale, al confine con Sudan ed Egitto, caratterizzata dai monti Jabal Uweinat (1934 m libico, fra le quali la più grandi sono: Cufra, Gialo, Giarabub, Tazerbo.

## Storia

### Antichità

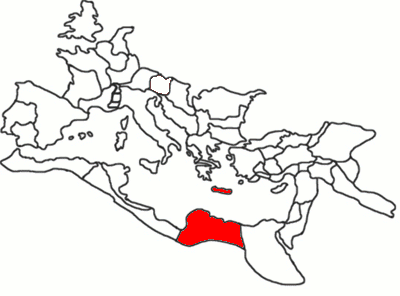
L'Impero romano nel 120 d.C. La provincia di Cirene e Creta evidenziata in rosso

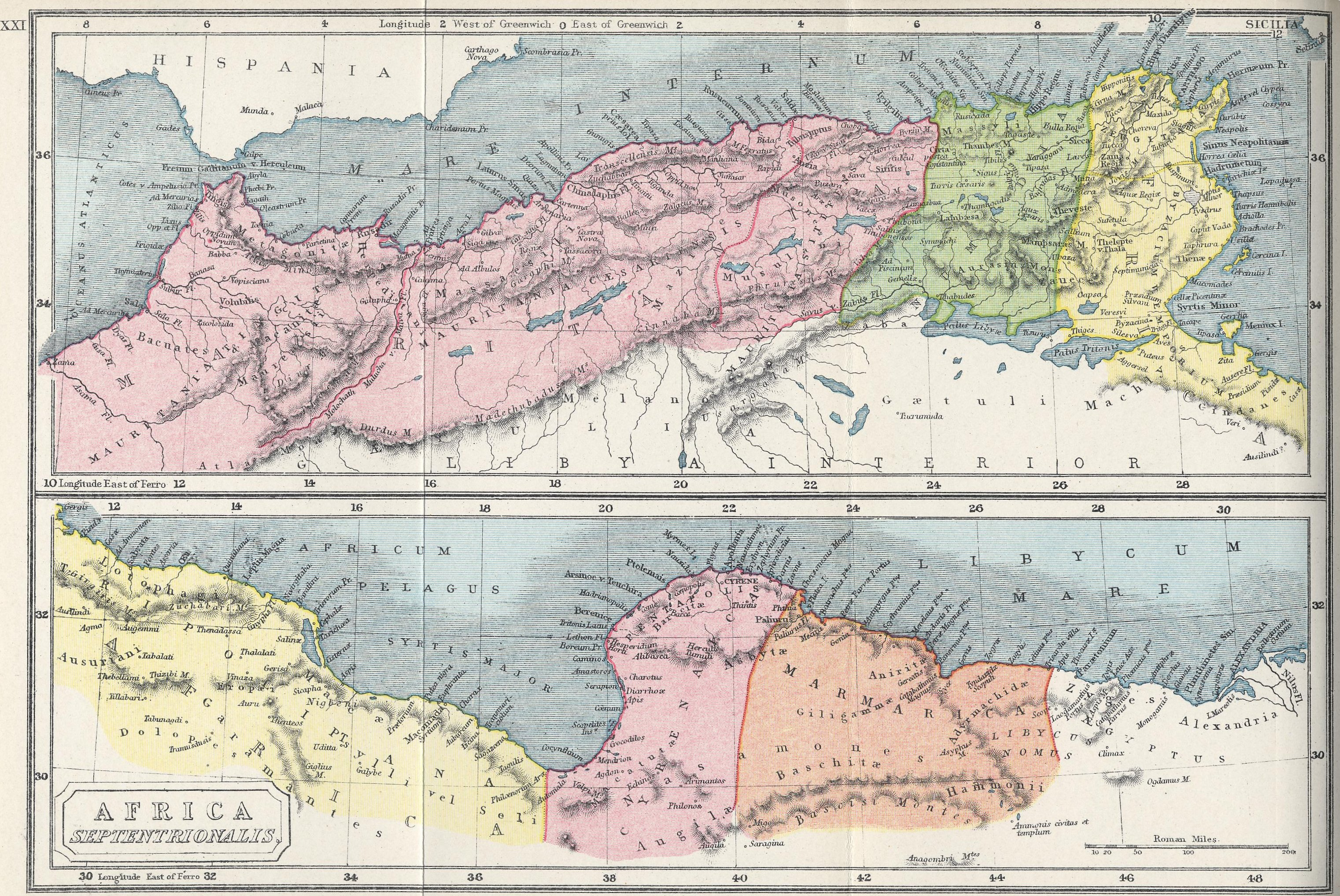
L'Africa settentrionale con la Tripolitania e la Cirenaica in età classica

La Cirenaica storica era costituita dalla regione compresa tra l'Egitto e la Numidia che sconfinava nel deserto del Sahara.
In tempi classici, la provincia si componeva di cinque città di origine greca che formavano la cosiddetta Pentapoli cirenaica: la capitale Cirene (Shahhat) con il suo porto di Apollonia (Marsa Susa), Arsinoe (Tocra), Berenice (Bengasi) e Barca (Al Marj) e il suo porto Tolemaide.
La Cirenaica, che comprende al proprio interno un altopiano fertile e coltivato, era nota nell'antichità per la produzione di una pianta (oggi apparentemente estinta) dalle molteplici qualità: il silfio.
Quando Alessandro si fermò nell'oasi di Siwa, una delegazione di Cirenei fece atto di sottomissione al re macedone, che comunque non si interessò della regione.
La Cirenaica passò poi sotto il controllo dei Tolomei. Fu in seguito separata dal resto dell'Egitto a opera di Tolomeo VIII che la cedette al figlio Tolomeo Apione.
Morto quest'ultimo senza eredi, la regione fu lasciata in eredità a Roma nel 96 a.C. e organizzata in provincia nel 74 a.C.
Con la riforma dell'amministrazione provinciale voluta da Augusto nel 27 a.C. venne aggregata all'isola di Creta come provincia di Creta e Cirene. Con la riforma dioclezianea fu nuovamente separata da Creta e suddivisa nelle due provincie di Lybia superior (orientale) e Lybia inferior (occidentale), appartenenti alla prefettura del pretorio d'Oriente.

### Medioevo
In epoca paleocristiana, la Cirenaica fu uno dei centri di diffusione del Cristianesimo copto. Secondo la tradizione copta lo stesso san Marco evangelista, capostipite della Chiesa d'Egitto, nacque in una delle città dell'antica Pentapoli da una famiglia di origine ebraica, anche se il suo luogo di nascita è più frequentemente individuato in Palestina. Sicuramente però il cristianesimo giunse nella Pentapoli dal vicino Egitto: Sinesio di Cirene (370-414), primo vescovo di Tolemaide, fu consacrato da Teofilo ad Alessandria d'Egitto nel 410. A partire dal concilio di Nicea l'Eparchia della Pentapoli fu sotto l'autorità del Patriarcato di Alessandria, e ancora oggi la Chiesa d'Egitto la include sotto la sua giurisdizione.
Il Cristianesimo fu quasi completamente spazzato via dalle invasioni arabo-islamiche, nel periodo del califfato di ʿOmar b. al-Khaṭṭāb (643-644). Gli arabi stabilirono il loro quartier generale in una delle zone più fertili della regione, presso la città di Barce. La città e, per estensione, l'intera regione, fu rinominata "Barqa". Dopo la fine del califfato omayyade e la conseguente frantumazione del mondo islamico, la Cirenaica seguì le sorti dell'Egitto, essendo controllata prima dall'Imamato fatimide, quindi dai Sultani ayyubidi e mamelucchi.

### Età moderna
Nel 1517 la Cirenaica divenne un sangiaccato del neo-costituito pascialato di Tripoli, a sua volta vassallo dell'Impero ottomano.

Da questa data le vicende della Cirenaica seguono quelle della Tripolitania.
Nel 1835, in seguito alla riconquista ottomana dell'odierna Libia, la Cirenaica fu annessa direttamente all'Impero ottomano, del quale costituì la provincia (vilayet) di Barka. Fu questo il periodo di maggior sviluppo delle città di Bengasi e Derna.
Il plurisecolare dominio turco-ottomano ebbe fine nel 1911, quando l'Italia, desiderosa di costituire un impero coloniale, occupò la provincia di Barka nell'ambito della guerra italo-turca. La regione, a cui fu restituito l'antico nome di Cirenaica, fu dichiarata protettorato il 15 ottobre 1912, e colonia il 17 maggio 1919. Il 1º gennaio 1934 fu unita alla Tripolitania italiana ed al Fezzan nella Libia italiana. Nel periodo del colonialismo italiano la Cirenaica meridionale, e in particolare le città-oasi di Giarabub e Cufra, furono tra i centri principali del movimento patriottico dei Senussi.
La regione fu il principale teatro di guerra nel continente africano durante la seconda guerra mondiale. Nel 1942 Le forze inglesi occuparono l'area e l'amministrarono fino al 1951. Dal 1951 al 1969 la Cirenaica fece parte del Regno Unito di Libia retto dall'ex leader senussita Idris I e, in seguito al colpo di Stato guidato dall'allora capitano Muʿammar Gheddafi, della Repubblica Araba di Libia.
Il 6 marzo 2012, nonostante il Consiglio Nazionale Libico si sia sempre pronunciato per una Libia unita, a Bengasi rappresentanti tribali e comandanti delle milizie libiche hanno proclamato, con una cerimonia ufficiale, l'indipendenza della regione Cirenaica dal resto della Libia ratificando la formazione di un proprio esercito e di un proprio congresso regionale.